# Тухожа
Тухожа (пол. Tuchorza) — село в Польщі, у гміні Седлець Вольштинського повіту Великопольського воєводства.
Населення — 1062 особи (2011).
У 1975-1998 роках село належало до Зеленоґурського воєводства.

## Демографія
Демографічна структура станом на 31 березня 2011 року:
|          | Загалом | Допрацездатний вік | Працездатний вік | Постпрацездатний вік |
| -------- | ------- | ------------------ | ---------------- | -------------------- |
| Чоловіки | 535     | 144                | 350              | 41                   |
| Жінки    | 527     | 118                | 326              | 83                   |
| Разом    | 1062    | 262                | 676              | 124                  |